# The Final Frontier
The Final Frontier – piętnasty album studyjny brytyjskiej grupy muzycznej Iron Maiden, wydany 13 sierpnia 2010 roku w Niemczech i Austrii, a 17 sierpnia 2010 roku w Stanach Zjednoczonych. Jest to pierwszy album studyjny od czasu wydania A Matter of Life and Death w 2006 roku, oraz najdłuższy do niedawna album zespołu. Okładkę albumu stworzył Melvyn Grant, długoletni współpracownik zespołu.
Płytę promował singel El Dorado, który ukazał się 8 czerwca 2010.
13 października 2010 roku, album uzyskał status złotej płyty w Polsce, sprzedając się w nakładzie 10 000 egzemplarzy.

## Lista utworów
Źródło.
1. "Satellite 15... The Final Frontier" (Smith/Harris) - 8:40
2. "El Dorado" (Smith/Harris/Dickinson) - 6:49
3. "Mother Of Mercy" (Smith/Harris) - 5:20
4. "Coming Home " (Smith/Harris/Dickinson) - 5:52
5. "The Alchemist " (Gers/Harris/Dickinson) - 4:29
6. "Isle Of Avalon" (Smith/Harris) - 9:06
7. "Starblind" (Smith/Harris/Dickinson) - 7:48
8. "The Talisman" (Gers/Harris) - 9:03
9. "The Man Who Would Be King" (Murray/Harris) - 8:28
10. "When The Wild Wind Blows" (Harris) - 10:59

## Twórcy
Źródło.
| - Bruce Dickinson – wokal prowadzący - Dave Murray – gitara rytmiczna, gitara prowadząca - Janick Gers – gitara rytmiczna, gitara prowadząca - Adrian Smith – gitara rytmiczna, gitara prowadząca - Steve Harris – gitara basowa, instrumenty klawiszowe - Nicko McBrain – perkusja - Kevin Shirley – produkcja muzyczna, miksowanie - Bob Ludwig – mastering - Jared Kvitka – inżynieria dźwięku - Terry Manning – obsługa techniczna | - James McCullagh – obsługa techniczna - Philip Scholes – obsługa techniczna - Brent Spear – obsługa techniczna - Melvyn Grant – grafika - Stuart Crouch – dizajn - Anthony Dry – dizajn - Rob Wallis – dizajn - Andrew Yap – dizajn - John McKurtrie – zdjęcia |

## Listy sprzedaży
| Lista                   | Kraj              | Pozycja |
| ----------------------- | ----------------- | ------- |
| ARIA Charts             | Australia         | 2       |
| Ö3 Austria Top 40       | Austria           | 1       |
| Ultratop 50             | Belgia            | 6       |
| ABPD                    | Brazylia          | 1       |
| IFPI                    | Czechy            | 1       |
| Tracklisten             | Dania             | 1       |
| Suomen virallinen lista | Finlandia         | 1       |
| MegaCharts              | Holandia          | 2       |
| Oricon                  | Japonia           | 1       |
| Top 200                 | Kanada            | 1       |
| AMPROFON                | Meksyk            | 1       |
| Media Control Charts    | Niemcy            | 1       |
| RIANZ                   | Nowa Zelandia     | 1       |
| VG-Lista                | Norwegia          | 1       |
| OLiS                    | Polska            | 3       |
| Billboard 200           | Stany Zjednoczone | 4       |
| Rock Albums             | Stany Zjednoczone | 2       |
| Digital Albums          | Stany Zjednoczone | 9       |
| Hard Rock Albums        | Stany Zjednoczone | 1       |
| Tastemaker Albums       | Stany Zjednoczone | 1       |
| Sverigetopplistan       | Szwecja           | 1       |
| Schweizer Hitparade     | Szwajcaria        | 1       |
| Mahasz                  | Węgry             | 1       |
| UK Albums Chart         | Wielka Brytania   | 1       |